# Gò Dầu
Gò Dầu là một phường thuộc tỉnh Tây Ninh, Việt Nam.

## Địa lý
Phường Gò Dầu có vị trí địa lý:
- Phía đông giáp với phường Gia Lộc.

96 đơn vị hành chính cấp xã của tỉnh Tây Ninh năm 2025

- Phía tây giáp xã Bến Cầu và xã Phước Chỉ.
- Phía bắc giáp xã Phước Thạnh.
- Phía nam giáp phường Trảng Bàng.

Phường Gò Dầu có diện tích tự nhiên là 43,09 km², quy mô dân số năm 2025 là 66.340 người.

## Lịch sử
Năm 1963, tách một phần diện tích và dân số của xã Thanh Phước để thành lập thị trấn Gò Dầu.
Trong đợt cải cách hành chính Việt Nam năm 2025, theo Nghị quyết số 1682/NQ–UBTVQH15, phường Gò Dầu được thành lập từ phường Gia Bình của thị xã Trảng Bàng và thị trấn Gò Dầu, xã Thanh Phước của huyện Gò Dầu.

## Hành chính
Thị trấn Gò Dầu được chia thành 20 khu phố: Bình Nguyên 1, Bình Nguyên 2, Cây Xoài, Chánh, Xóm Đồng, Trâm Vàng 1, Trâm Vàng 2, Trâm Vàng 3, Rỗng Tượng, Xóm Mới 1, Xóm Mới 2, Nội Ô A, Nội Ô B, Phước Hiệp, Phước Hậu, Thanh Bình A, Thanh Bình B, Thanh Bình C, Thanh Hà, Rạch Sơn.